# Paraquísids
Els paraquísids (Parakysidae) són una família de peixos teleostis d'aigua dolça i de l'ordre dels siluriformes.

## Morfologia
- 4 parells de barbetes sensorials.
- Sense espines branquials.
- Nombre de vèrtebres: 30-32.[3]

## Distribució geogràfica
Es troba a la península de Malaca, Sumatra, Sarawak i l'oest de Borneo (riu Kapuas).

## Gèneres i espècies
- Parakysis (Herre, 1940)[4]
  - Parakysis anomalopteryx (Roberts, 1989)[5]
  - Parakysis grandis (Ng & Lim, 1995)[6]
  - Parakysis hystriculus (Ng, 2009)[7]
  - Parakysis longirostris (Ng & Lim, 1995)[6]
  - Parakysis notialis (Ng & Kottelat, 2003)[8]
  - Parakysis verrucosus (Herre, 1940)[9][10][11]